# Parafia św. Jana Chrzciciela w Przechodzie
Parafia pod wezwaniem św. Jana Chrzciciela w Przechodzie – parafia rzymskokatolicka w Przechodzie w dekanacie Niemodlin diecezji opolskiej.

## Historia
Parafia powstała na przełomie XIII i XIV wieku. Nie jest znana dokładna data jej powstania. Pierwsza świątynia powstała w Przechodzie około 1279 roku, co wiadomo ze źródeł pośrednich, z XVII-wiecznego przekazu, z 1779 roku, w którym mowa jest o wybudowaniu kościoła w tej miejscowości przed 400-tu laty. 
Pierwszym bezpośrednim potwierdzeniem istnienia parafii jest dokument z 1333 roku, w którym jako świadek występuje „Albert, pleban in Prechod”. Jest to zatem pierwszy znany z imienia proboszcz przechodzkiej parafii. 
Przez wieki parafia w Przechodzie była dużą i zamożną jednostką, świadczy o tym obecnie istniejący okazały późnobarokowy kościół z 1779 roku, wybudowany w miejsce poprzedniej drewnianej, pochodzącej z 1518 roku świątyni. Wynikało to ze stałego rozwoju wchodzących w jej skład miejscowości, skutkującego wzrostem liczby ich mieszkańców. Widać to na przykładzie Przechodu który w 1784 roku miał około 200 mieszkańców a w roku 1910 było ich już 1671.
Według danych z 1784 roku, parafia już wtedy prowadziła szkołę początkową. Z kolei z informacji z  roku 1843 wiemy, że do szkoły parafialnej uczęszczały dzieci także z Borku i Ligoty Fyrlądzkiej (część obecnej Kuźnicy Ligockiej). W szkole, wtedy uczyło dwóch nauczycieli. W tymże 1843 roku, do parafii Przychodzkiej należały miejscowości: Borek, Goszczowice, Sowin i Wierzbie.
W roku 1903, staraniem ówczesnego proboszcza Zedlera oraz mieszkańców Goszczowic, wybudowano w tej miejscowości kościół filialny pod wezwaniem Matki Bożej Różańcowej. Natomiast w latach 1905 – 1906 wzniesiono drugi na terenie parafii kościół filialny w Wierzbiu, pod wezwaniem Podwyższenia Krzyża Świętego. Znaczną część środków na budowę kościoła zawdzięczano proboszczowi Zedlerowi, który w testamencie zapisał na ten cel 30 tys. marek. Jednakże, w związku z dużym rozwojem tej wsi na początku XX wieku, już w 1908 roku z parafii w Przechodzie wyodrębniono tę miejscowość i powołano tam nową parafię. W latach nieco późniejszych, z parafii wyłączono wieś Goszczowice i w 1930 roku włączono ją do nieistniejącej już dziś parafii w Kluczniku. W latach 80. XX wieku, staraniem miejscowej społeczności oraz ówczesnego proboszcza parafii ks. Edmunda Kwapisa wybudowano kościół filialny pod wezwaniem św. Floriana w Sowinie.
Obecnie parafia obejmuje swym zasięgiem miejscowości: Przechód, Borek i Sowin.

## Proboszczowie parafii po 1945 roku
- ks. Jan Jonientz,
- ks. Engelbert Drysch,
- ks. Michał Ryś,
- ks. Edmund Kwapis,
- ks. Roman Halupczok,
- ks. Piotr Brągiel[1]